# Rzyszczewo (powiat białogardzki)
Rzyszczewo (niem. Ristow) – wieś sołecka w Polsce położona w województwie zachodniopomorskim, w powiecie białogardzkim, w gminie Białogard. W latach 1975–1998 wieś należała do województwa koszalińskiego. W roku 2007 wieś liczyła 87 mieszkańców.
Osada wchodząca w skład sołectwa:
- Wygoda

## Geografia
Wieś leży ok. 12 km na południe od Białogardu, ok. 1 km na zachód od drogi wojewódzkiej nr 163. Zabudowa wsi skupiona jest wzdłuż drogi lipowej. Teren wokół wsi jest pagórkowaty, dość dobrze zalesiony, przez wieś przepływa rzeka Parsęta.

## Historia
W XIV wieku wieś była lennem rodziny von Wolde, w latach następnych miejscowość dość często przechodziła z rąk do rąk, była własnością takich rodzin jak np.: Bonin, von Versen, von Kleist (Kleszcze). W roku 1864 wieś liczyła 154 osoby, w roku 1939 mieszkało 167 osób.

## Zabytki i ciekawe miejsca
We wsi znajdują dwa nieczynne ewangelickie cmentarze o pow. 0,18 ha każdy:
- wśród pól, 200 m na zachód od wsi, z grupą drzew jako pomnik przyrody, w runie z bluszczem, konwalią majową, barwinkiem
- przykościelny z lipami drobnolistnymi, kasztanowcami zwyczajnymi, w runie z bluszczem i konwalią majową.

## Turystyka
W okolicy znajdują się dwa jeziora:
- jezioro Byszyńskie – nad którym był ośrodek wypoczynkowy
- jezioro Rybackie – największe jezioro gminy (15 ha), spotkać można żabę moczarową
- rzeka Parsęta – jest znanym szlakiem kajakowym

## Przyroda
Po obu stronach śródpolnej drogi Rzyszczewo – Czarnowęsy spotkać można aleję o długości 2100 m – lipa drobnolistna, buk zwyczajny, grab zwyczajny i klon zwyczajny o obw. 199–331 cm.

## Komunikacja
W miejscowości sąsiedniej -Wygoda oddalonej o 0,5 km znajduje się przystanek komunikacji autobusowej. W samej wsi jedynie przystanek szkolny.